# خط طیف نوری

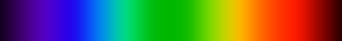
طیف پیوسته

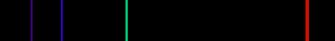
طیف گسیلی

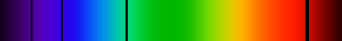
طیف جذبی

خط طیف نوری خط تیره یا روشن در یک طیف پیوسته است و هنگامی که در یک فرکانس محدود نور نشر یا جذب می‌شود به وجود می‌آید. بیشتر از مشخصه‌های خط طیف نوری اتم‌ها و مولکول‌ها برای تشخیص آن‌ها به کار می‌رود.

## انواع خط‌های طیف نوری
خط‌های طیف نوری نتیجه اثر متقابل بین یک سیستم کوانتومی (بیشتر اتم‌ها، اما گاهی مولکول‌ها یا هسته اتم) و یک فوتون است. هنگامی که فوتون انرژی لازم برای تغییر سطح انرژی سیستم را دارد (در اتم بیشتر با تغییر اروبیتال الکترون است)، فوتون جذب می‌شود؛ و سپس خود به خودی دوباره ساطع می‌شود، در جایی که مجموع انرژی منتشر شده فوتون برابر خواهد شد با انرژی جذب شده، (با فرض این که سیستم به حالت اصلی برگردد)
خط‌های طیف نوری ممکن است به دو صورت خط گسیلی یا خط جذبی مشاهده بشوند، که خط جذبی هنگامی ساخته می‌شود که فوتون‌ها از یک طیف داغ و پهن به یک ماده سرد بروند.